# Tottenham Hotspur Football Club 2020-2021
Questa voce raccoglie le informazioni riguardanti il Tottenham Hotspur Football Club nelle competizioni ufficiali della stagione 2020-2021.

## Stagione

### Antefatti

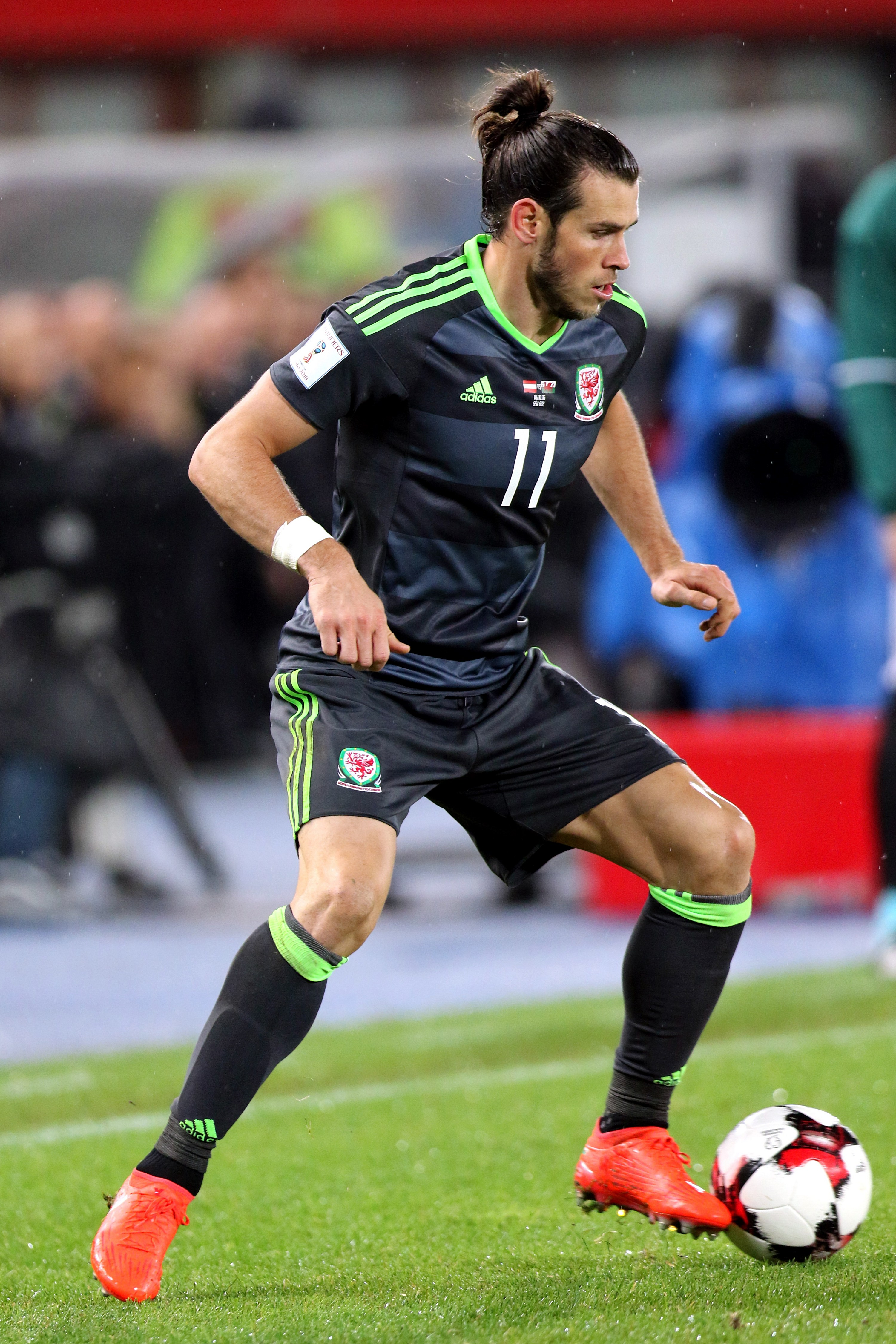
Bale fa ritorno in prestito al Tottenham dopo sette anni.

La stagione 2020-21 per il Tottenham inizia sotto la guida di José Mourinho, subentrato a Mauricio Pochettino a novembre dell'anno prima. Per quanto riguarda gli arrivi estivi, il team londinese si rinforza in quasi tutti i reparti, acquistando a inizio calciomercato rimpiazzi validi da squadre medio-alte di Premier League, come Doherty dal Wolverhampton e Højbjerg dal Southampton. L'acquisto più importante resta però Gareth Bale che il 19 settembre 2020 ritorna in prestito per un anno al Tottenham dopo sette stagioni passate al Real Madrid. Dal Real gli Spurs prelevano anche il terzino Sergio Reguilón a titolo definitivo con diritto di riacquisto in favore degli spagnoli. Il 2 ottobre successivo poi la dirigenza londinese regala a Mourinho un rinforzo per l'attacco da utilizzare come sostituto di Kane, ovvero il brasiliano Carlos Vinícius del Benfica. Il centravanti, capocannoniere della Primeira Liga 2019-2020, si aggrega al Tottenham in prestito per un anno per una cifra vicina ai 3 milioni di euro, con un riscatto per la successiva stagione fissato a 20 milioni. Per questa stagione la squadra deve fare a meno del difensore Jan Vertonghen, giunto a più di 200 presenze in maglia Spurs. Arrivato nel 2012 dall'Ajax, il belga non rinnova il contratto e dà l'addio al club il 27 luglio 2020, trasferendosi a parametro zero al Benfica.

### Premier League

#### Girone di andata
Il 13 settembre 2020, alla prima partita di Premier, gli uomini di Mourinho vengono sconfitti 0-1 in casa dall'Everton di Ancelotti, ma alla seconda giornata battono 5-2 il Southampton. In tale partita Son Heung-min segna quattro reti, mentre Harry Kane mette a referto altrettanti assist, oltre a siglare una rete, registrando il record di assist in una partita per un solo compagno di squadra (4) nella storia del campionato inglese di calcio. Nelle successive due partite arriva un pareggio (1-1) in casa contro il Newcastle e una storica e roboante vittoria per 6-1 ad Old Trafford contro il Manchester United, che porta il Tottenham al sesto posto a 7 punti, prima della sosta delle nazionali dell'11 ottobre. In seguito la squadra subisce un'incredibile rimonta contro il West Ham che segna tre reti negli ultimi dieci minuti, andando a pareggiare la partita 3-3. Tuttavia, a parte questo smacco, all'inizio del mese di novembre si piazza al secondo posto a 14 punti, alle spalle del Liverpool, grazie alle vittorie per 1-0 contro il Burnley e 2-1 contro il Brighton. Nelle successive partite gli Spurs superano 1-0 il West Bromwich al The Hawthorns e sconfiggono 2-0 il Manchester City nell'anticipo preserale della nona giornata, portandosi al primo posto. Lo 0-0 allo Stamford Bridge contro il Chelsea della decima giornata interrompe la striscia di quattro vittorie di fila, consentendo però alla squadra di Mourinho di rimanere comunque al comando della classifica a 21 punti insieme al Liverpool, a sua volta fermato 1-1 in casa del Brighton. Il 6 dicembre vince il North London Derby contro l'Arsenal, ma nella giornata successiva pareggia 1-1 contro un'altra londinese, il Crystal Palace. Tottenham e Liverpool, entrambe appaiate al primo posto a 25 punti, si affrontano così nel turno infrasettimanale del 16 dicembre ad Anfield. I Reds, passati in vantaggio con Salah a metà primo tempo ma raggiunti dal gol di Son sette minuti dopo, segnano il 2-1 con Firmino nei minuti finali e staccano quindi il Tottenham al vertice della classifica. Un'altra sconfitta contro il Leicester City e il pareggio col Wolverhampton fanno scendere la squadra al sesto posto. Rinviato il match della 16ª giornata contro il Fulham per l'alto tasso di positivi al Covid-19, il 2 gennaio 2021, nella prima partita dell'anno, torna alla vittoria in campionato dopo quasi un mese, superando 3-0 il Leeds e agguantando la quarta posizione. Rinviato anche l'incontro a Birmingham con l'Aston Villa, il Tottenham termina il girone d'andata vincendo 3-1 sul campo dello Sheffield United.

#### Girone di ritorno

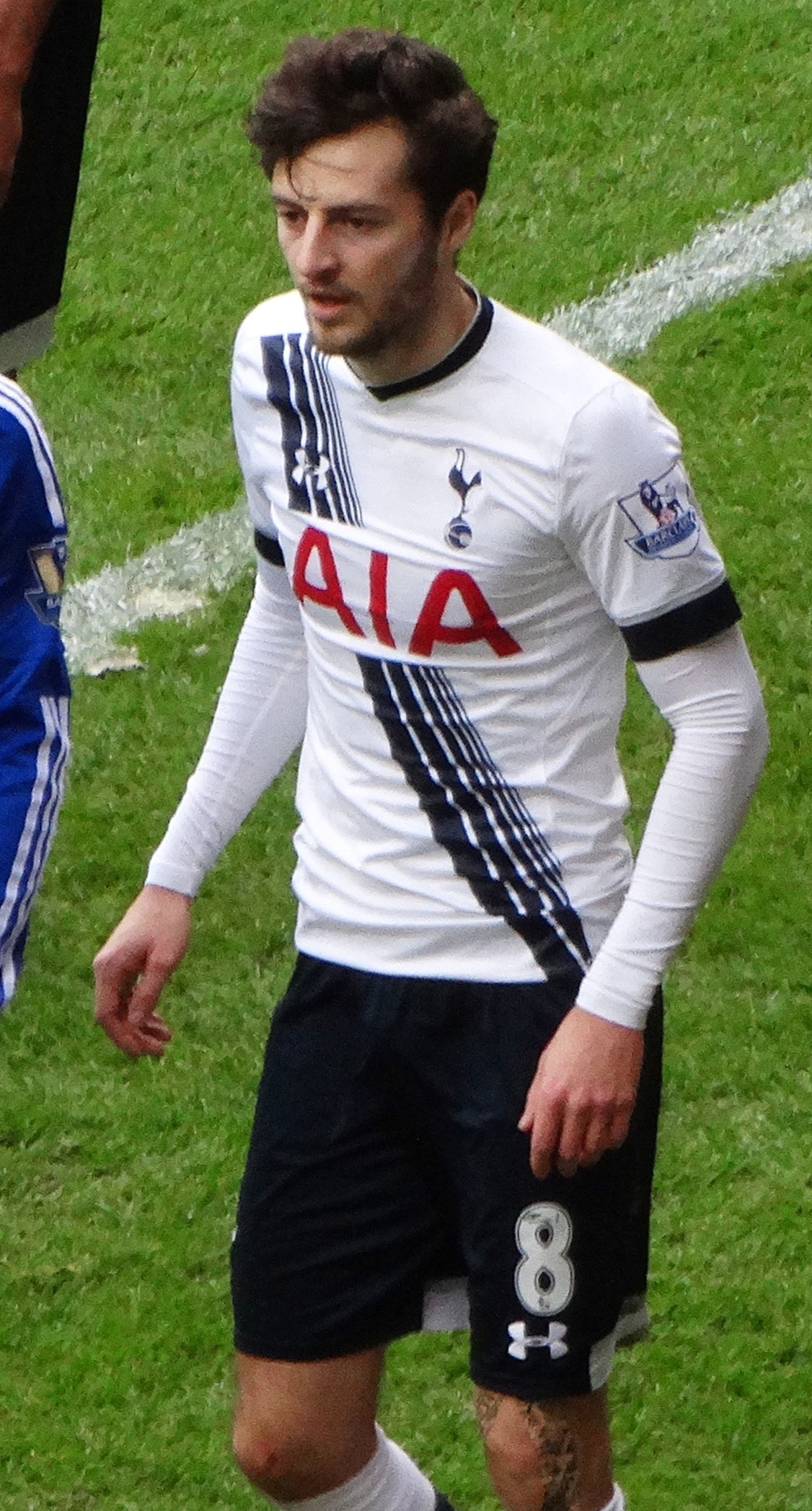
Ryan Mason ritorna al Tottenham nelle vesti di allenatore, subentrando in aprile a Mourinho.

La squadra di Mourinho viene sconfitta il 28 gennaio 2021 alla prima gara di ritorno contro il Liverpool (1-3), partita in cui perde il bomber Kane per infortunio alle caviglie. Successivamente cade a Brighton e nella giornata successiva contro il Chelsea arriva la terza sconfitta consecutiva che porta la squadra all'ottavo posto, fuori da ogni piazzamento UEFA. Nonostante la vittoria per 2-0 contro il West Bromwich, la crisi di risultati non si arresta e il Tottenham perde le successive due partite di febbraio contro il City capolista e un West Ham lanciatissimo al quarto posto. In seguito arrivano tre vittorie consecutive prima della sconfitta del 14 marzo nel derby contro l'Arsenal per 2-1. Il successivo pareggio contro il Newcastle e la sconfitta 1-2 in casa contro lo United dell'11 aprile allontanano sempre di più gli Spurs dal piazzamento Champions, distante ora sei punti. Dopo un pareggio a Goodison Park contro l'Everton, il 19 aprile il club esonera José Mourinho per rimpiazzarlo con un allenatore ad interim, il trentenne Ryan Mason, già ex calciatore Spurs e alla sua prima esperienza in panchina. Due giorni dopo il nuovo tecnico vince 2-1 contro il Southampton e nella giornata successiva trionfa 4-0 con un ormai retrocesso Sheffield United. Dopo essere sconfitto 1-3 contro il Leeds di Bielsa, dalla seconda metà di maggio il Tottenham riesce a vincere due match su tre e si piazza settimo, qualificandosi almeno ad una competizione europea per la prossima stagione, ovvero l'edizione inaugurale della nuova Conference League.

### EFL Cup
In Coppa di Lega il Tottenham affronta ai sedicesimi il Leyton Orient, squadra di quarta serie. L'incontro in questione, programmato inizialmente il 22 settembre 2020, è stato posticipato a causa dell'elevato numero di contagiati da Covid-19 della squadra di Leyton. Il 25 settembre la Federcalcio inglese decreta il passaggio del turno d'ufficio del Tottenham che vince così 3-0 a tavolino, vista l'indisposizione di almeno dieci contagiati da corona-virus nelle file della squadra avversaria. Agli ottavi di finale del 29 settembre gli Spurs ospitano quindi al Tottenham Hotspur Stadium i cugini londinesi del Chelsea. Dopo essere andata in svantaggio nel primo tempo in seguito al gol di Timo Werner, nella ripresa la squadra di Mourinho pareggia con Lamela e vince 5-4 ai successivi rigori, segnando tutti i tiri dal dischetto, mentre è fatale per i Blues il penalty fallito da Mason Mount. Successivamente si aggiudica le gare contro Stoke City e Brentford, due squadre di Championship, e si garantisce l'accesso alla finale a Wembley contro il Manchester City di Guardiola. La partita, la seconda in assoluto con Mason in panchina dopo l'esonero di Mourinho, è stata giocata il 25 aprile 2021 e ha visto la partecipazione di quasi otto mila spettatori (un dato inedito vista la chiusura degli stadi per la pandemia di Covid). L'incontro è stato risolto a dieci minuti dalla fine da un colpo di testa del difensore del City Laporte, che ha regalato al club di Manchester la quarta Coppa di Lega consecutiva e l'ottava della sua storia.

### FA Cup
In FA Cup il 30 novembre 2020 il Tottenham viene sorteggiato al terzo turno contro i dilettanti del Marine, compagine di Northern Premier League (ottava serie inglese). L'incontro, disputato a gennaio in casa del Marine, ha visto di fronte le due squadre del terzo turno col maggiore divario tra categorie (prima contro ottava divisione) nella storia della competizione. Risolta la pratica Marine per 5-0, il Tottenham vince anche contro il Wycombe di Akinfenwa e approda agli ottavi di finale, dove il 10 febbraio fa visita all'Everton. La partita, disputata in gara secca a Goodison Park, finisce ben 5-4 per l'Everton dopo i supplementari, sancendo l'eliminazione del Tottenham dalla Coppa d'Inghilterra.

### Europa League
Agli spareggi di Europa League gli Spurs incontrano prima i bulgari del Lokomotiv Plovdiv, che sconfiggono 2-1, e successivamente al terzo turno preliminare i macedoni dello Škendija, che vengono sconfitti 3-1. Al play-off, l'ultimo turno di qualificazioni, affrontano il 1º ottobre 2020 a Londra il Maccabi Haifa che battono agevolmente con un pirotecnico 7-2. Nel sorteggio il Tottenham è inserito nel girone J insieme a Ludogorets, LASK Linz e Anversa. Nella prima partita del 22 ottobre vince agevolmente 3-0 contro il LASK, prima di cadere sconfitto ad Anversa la settimana dopo per 1-0 per effetto della rete di Lior Refaelov. In seguito batte due volte il Ludogorets in Bulgaria (1-3) e in casa (4-0) e pareggia 3-3 a Linz contro il LASK. La successiva vittoria per 2-0 contro l'Anversa permette al Tottenham di scavalcare proprio i belgi al primo posto e passare ai sedicesimi come testa di serie. Il 14 dicembre nell'urna di Nyon viene sorteggiato col Wolfsberger. Dopo aver passato senza problemi il turno con gli austriaci a fine febbraio (vittorie 4-1 e 4-0), agli ottavi di finale gli Spurs affrontano la Dinamo Zagabria. L'andata a Londra termina 2-0 per i padroni di casa, grazie a due reti di Kane, ma al ritorno del 18 marzo 2021 a Zagabria i croati travolgono il Tottenham 3-0 dopo i supplementari con una tripletta di Mislav Oršić ed estromettono la squadra di Mourinho dalla competizione europea.

## Maglie e sponsor
Per la stagione 2020-21 il Tottenham conferma la sponsorizzazione di Nike per le divise. L'azienda americana propone come maglia casalinga il classico completo bianco con inseriti motivi geometrici poligonali grigio-bianchi. Da notare le rifiniture gialle e blu che si ricollegano a modelli Nike del passato, così come il colletto alternato tra giallo e blu, già rivisto nella divisa da trasferta della passata stagione. Sui fianchi sono presenti delle linee a zig zag sempre gialle e blu, anche se il particolare più evidente resta comunque il motivo "dimezzato" blu scuro della manica.
Per quando riguarda la seconda maglietta, Nike sceglie un colore verde scuro. Viene mantenuta la fantasia a zig zag sui fianchi della prima divisa, questa volta con una scelta cromatica verde fluo, nera e rosa pesca. Queste stesse tonalità si rivedono nel colletto. Da notare che il verde si ripresenta nelle maglie degli Spurs come nella terza divisa della fortunata stagione 2018-2019. I pantaloncini sono invece di colore blu scuro su entrambi i modelli.
La terza divisa, presentata ufficialmente il 7 settembre 2020, è di colore giallo con inserti minimali (unicamente il colletto e il fine-manica sono blu scuri). Il giallo sfuma nella parte inferiore in diverse tonalità sempre più scure, seguendo larghe bande orizzontali. In tale maglia resta il particolare dello stemma e del logo Nike che, rispetto agli altri due modelli, sono collocati al centro.
Il main sponsor anche per questa stagione è AIA, in virtù del contratto firmato l'anno prima che legherà il marchio asiatico al Tottenham fino al 2027. Dal 10 gennaio 2021 è presente inoltre lo sponsor sulla manica della piattaforma online di vendita auto Cinch.
| Casa | Trasferta | Terza divisa |

## Rosa
Rosa, numerazione e ruoli, tratti dal sito ufficiale, sono aggiornati al 16 ottobre 2020.
| N. |                          | Ruolo | Calciatore                 |
| -- | ------------------------ | ----- | -------------------------- |
| 1  | Francia (bandiera)       | P     | Hugo Lloris (capitano)     |
| 2  | Irlanda (bandiera)       | D     | Matt Doherty               |
| 3  | Spagna (bandiera)        | D     | Sergio Reguilón            |
| 4  | Belgio (bandiera)        | D     | Toby Alderweireld          |
| 5  | Danimarca (bandiera)     | C     | Pierre-Emile Højbjerg      |
| 6  | Colombia (bandiera)      | D     | Davinson Sánchez           |
| 7  | Corea del Sud (bandiera) | A     | Son Heung-Min              |
| 8  | Inghilterra (bandiera)   | C     | Harry Winks                |
| 9  | Galles (bandiera)        | A     | Gareth Bale                |
| 10 | Inghilterra (bandiera)   | A     | Harry Kane (vice capitano) |
| 11 | Argentina (bandiera)     | A     | Erik Lamela                |
| 12 | Inghilterra (bandiera)   | P     | Joe Hart                   |
| 14 | Galles (bandiera)        | D     | Joe Rodon                  |
| 15 | Inghilterra (bandiera)   | D     | Eric Dier                  |
| 17 | Francia (bandiera)       | C     | Moussa Sissoko             |
| 18 | Argentina (bandiera)     | C     | Giovani Lo Celso           |

| N. |                           | Ruolo | Calciatore       |
| -- | ------------------------- | ----- | ---------------- |
| 20 | Inghilterra (bandiera)    | C     | Dele Alli        |
| 22 | Argentina (bandiera)      | P     | Paulo Gazzaniga  |
| 23 | Paesi Bassi (bandiera)    | A     | Steven Bergwijn  |
| 24 | Costa d'Avorio (bandiera) | D     | Serge Aurier     |
| 25 | Inghilterra (bandiera)    | D     | Japhet Tanganga  |
| 27 | Brasile (bandiera)        | A     | Lucas            |
| 28 | Francia (bandiera)        | C     | Tanguy Ndombele  |
| 30 | Portogallo (bandiera)     | C     | Gedson Fernandes |
| 33 | Galles (bandiera)         | D     | Ben Davies       |
| 41 | Inghilterra (bandiera)    | P     | Alfie Whiteman   |
| 45 | Brasile (bandiera)        | A     | Carlos Vinícius  |
| 47 | Inghilterra (bandiera)    | A     | Jack Clarke      |
| 48 | Inghilterra (bandiera)    | C     | Harvey White     |
| 53 | Inghilterra (bandiera)    | A     | Dane Scarlett    |
| 54 | Inghilterra (bandiera)    | C     | Alfie Devine     |
|    | Inghilterra (bandiera)    | D     | Danny Rose       |

## Calciomercato

### Sessione estiva
Il mercato estivo in entrata del Tottenham è caratterizzato soprattutto dal grande ritorno di Gareth Bale, che fa rientro a Londra dopo essere stato ceduto al Real Madrid nell'estate 2013 per £100 milioni (cifra record fino ad allora). Il 19 settembre 2020 il gallese arriva ufficialmente tramite un prestito vicino ai 22 milioni di euro, con i madrileni stessi che pagano parte dell'ingaggio. Le merengues cedono inoltre agli Spurs il terzino sinistro Reguilón, su cui si riservano però il diritto di recompra. Il Tottenham preleva a inizio sessione di calciomercato due giocatori dalla Premier League: il regista danese ex Southampton Pierre-Emile Højbjerg e Matt Doherty, esterno irlandese reduce da un'ottima stagione col Wolverhampton. Viene ingaggiato a parametro zero l'ex nazionale inglese Joe Hart come vice Lloris e pagato definitivamente il riscatto di €32 milioni di Giovani Lo Celso al Real Betis. Verso la fine del calciomercato estivo, precisamente il 2 ottobre, viene prelevato dal Benfica l'attaccante brasiliano Carlos Vinícius. L'accordo coi portoghesi prevede un prestito annuale da €3 milioni e un diritto di riscatto del cartellino per la stagione successiva da 20 milioni. Il 16 ottobre viene acquistato anche il difensore gallese Joe Rodon dallo Swansea City per 11 milioni di sterline.

Sul fronte delle cessioni gli Spurs si privano di Jan Vertonghen, per sette anni importante perno della difesa inglese, giunto ormai in scadenza di contratto: il belga si aggrega quindi al Benfica da svincolato. Il terzino Kyle Walker-Peters viene acquistato definitivamente dal Southampton per circa €13 milioni mentre due giovani prospetti come Oliver Skipp e Troy Parrott vengono prestati a due compagini di Championship, rispettivamente il Norwich City e il Millwall. A titolo temporaneo viene anche ceduto il difensore centrale argentino Juan Foyth agli spagnoli del Villarreal, così come l'americano Cameron Carter-Vickers passa al Bournemouth per una stagione.
| Acquisti         | Acquisti              | Acquisti      | Acquisti                     |
| R.               | Nome                  | da            | Modalità                     |
| ---------------- | --------------------- | ------------- | ---------------------------- |
| P                | Joe Hart              |               | svincolato                   |
| D                | Matt Doherty          | Wolverhampton | definitivo (16,80 milioni €) |
| D                | Sergio Reguilón       | Real Madrid   | definitivo (30 milioni €)    |
| D                | Joe Rodon             | Swansea City  | definitivo (12,10 milioni €) |
| C                | Pierre-Emile Højbjerg | Southampton   | definitivo (16,60 milioni €) |
| C                | Giovani Lo Celso      | Betis         | definitivo (32 milioni €)    |
| A                | Gareth Bale           | Real Madrid   | prestito                     |
| A                | Carlos Vinícius       | Benfica       | prestito (3 milioni €)       |
| Altre operazioni |                       |               |                              |
| R.               | Nome                  | da            | Modalità                     |
| D                | Keenan Ferguson       | Sheffield Utd | definitivo                   |
| D                | Marcel Lavinier       | Chelsea       | definitivo                   |
| D                | Tobi Omole            | Arsenal       | definitivo                   |
| C                | Alfie Devine          | Wigan         | definitivo                   |

| Cessioni         | Cessioni               | Cessioni          | Cessioni                     |
| R.               | Nome                   | a                 | Modalità                     |
| ---------------- | ---------------------- | ----------------- | ---------------------------- |
| P                | Michel Vorm            |                   | risoluzione                  |
| D                | Cameron Carter-Vickers | Bournemouth       | prestito                     |
| D                | Juan Foyth             | Villarreal        | prestito                     |
| D                | Jan Vertonghen         |                   | svincolato                   |
| D                | Kyle Walker-Peters     | Southampton       | definitivo (13,30 milioni €) |
| C                | Oliver Skipp           | Norwich City      | prestito                     |
| Altre operazioni |                        |                   |                              |
| R.               | Nome                   | a                 | Modalità                     |
| P                | Joshua Oluwayemi       | Maidenhead Utd    | prestito                     |
| D                | Timothy Eyoma          | Lincoln City      | prestito                     |
| D                | Tariq Hinds            |                   | risoluzione                  |
| D                | Maxwell Statham        |                   | risoluzione                  |
| D                | Benjamin Watt          |                   | svincolato                   |
| C                | Luke Amos              | QPR               | definitivo                   |
| C                | Rayan Clarke           |                   | risoluzione                  |
| C                | Chay Cooper            | Southend Utd      | prestito                     |
| C                | Jonathan Dinzeyi       |                   | svincolato                   |
| C                | Phoenix Patterson      |                   | risoluzione                  |
| C                | Jack Roles             | Burton Albion     | prestito                     |
| C                | Armando Shashoua       | Atlético Baleares | definitivo                   |
| C                | Maximus Tainio         |                   | svincolato                   |
| A                | Troy Parrott           | Millwall          | prestito                     |
| A                | Kazaiah Sterling       | Southend Utd      | prestito                     |
| A                | Shilow Tracey          | Shrewsbury Town   | prestito                     |

## Risultati

### Premier League

#### Girone di andata
| Arbitro: | Atkinson |

|  |           |                   |
|  | Marcatori | 55’ Calvert-Lewin |

| Arbitro: | Coote |

|                      |           |                                   |
| Ings 32’, 90’ (rig.) | Marcatori | 45+2’, 47’, 64’, 73’ Son 82’ Kane |

| Arbitro: | Bankes |

|           |           |                     |
| Lucas 25’ | Marcatori | 90+7’ (rig.) Wilson |

| Arbitro: | Taylor |

|                           |           |                                                         |
| Bruno Fernandes 2’ (rig.) | Marcatori | 4’ Ndombele 7’, 37’ Son 30’, 79’ (rig.) Kane 51’ Aurier |

| Arbitro: | Tierney |

|                     |           |                                               |
| Son 1’ Kane 8’, 16’ | Marcatori | 82’ Balbuena 85’ (aut.) Sánchez 90+4’ Lanzini |

| Arbitro: | Oliver |

|  |           |         |
|  | Marcatori | 76’ Son |

| Arbitro: | Scott |

|                          |           |             |
| Kane 13’ (rig.) Bale 73’ | Marcatori | 56’ Lamptey |

| Arbitro: | Madley |

|  |           |          |
|  | Marcatori | 88’ Kane |

| Arbitro: | Dean |

|                     |           |  |
| Son 5’ Lo Celso 65’ | Marcatori |  |

| Londra 28 novembre 2020, ore 16:30 WET 10ª giornata | Chelsea | 0 – 0 referto | Tottenham | Stamford Bridge (0 spett.)\| Arbitro: \| Tierney \| |
| Arbitro:                                            | Tierney |               |           |                                                     |

| Arbitro: | Atkinson |

|                    |           |  |
| Son 13’ Kane 45+1’ | Marcatori |  |

| Arbitro: | Friend |

|             |           |          |
| Schlupp 81’ | Marcatori | 23’ Kane |

| Arbitro: | Taylor |

|                       |           |         |
| Salah 26’ Firmino 90’ | Marcatori | 33’ Son |

| Arbitro: | Pawson |

|  |           |                                            |
|  | Marcatori | 45+4’ (rig.) Vardy 59’ (aut.) Alderweireld |

| Arbitro: | Tierney |

|           |           |             |
| Saïss 86’ | Marcatori | 1’ Ndombele |

| Arbitro: | Tierney |

|          |           |               |
| Kane 25’ | Marcatori | 74’ Cavaleiro |

| Arbitro: | Coote |

|                                          |           |  |
| Kane 29’ (rig.) Son 43’ Alderweireld 50’ | Marcatori |  |

| Arbitro: | Dean |

|  |           |                              |
|  | Marcatori | 29’ Vinícius 68’ (rig.) Kane |

| Arbitro: | Marriner |

|                |           |                                 |
| McGoldrick 59’ | Marcatori | 5’ Aurier 40’ Kane 62’ Ndombèlé |

#### Girone di ritorno
| Arbitro: | Atkinson |

|              |           |                                             |
| Højbjerg 49’ | Marcatori | 45+4’ Firmino 47’ Alexander-Arnold 65’ Mané |

| Arbitro: | Bankes |

|              |           |  |
| Trossard 17’ | Marcatori |  |

| Arbitro: | Marriner |

|  |           |              |
|  | Marcatori | 24’ Jorginho |

| Arbitro: | Attwell |

|                  |           |  |
| Kane 54’ Son 58’ | Marcatori |  |

| Arbitro: | Tierney |

|                                    |           |  |
| Rodri 23’ (rig.) Gündoğan 50’, 66’ | Marcatori |  |

| Arbitro: | Pawson |

|                        |           |           |
| Antonio 5’ Lingard 47’ | Marcatori | 64’ Lucas |

| Arbitro: | Friend |

|                                 |           |  |
| Bale 2’, 55’ Kane 15’ Lucas 31’ | Marcatori |  |

| Arbitro: | Attwell |

|                             |           |               |
| Bale 25’, 49’ Kane 52’, 76’ | Marcatori | 45+1’ Benteke |

| Arbitro: | Oliver |

|                                   |           |            |
| Ødegaard 44’ Lacazette 64’ (rig.) | Marcatori | 33’ Lamela |

| Arbitro: | Coote |

|                         |           |          |
| Bale 60’ Son 90’ (rig.) | Marcatori | 30’ Ings |

| Arbitro: | Pawson |

|                           |           |               |
| Joelinton 28’ Willock 86’ | Marcatori | 30’, 34’ Kane |

| Arbitro: | Kavanagh |

|         |           |                                     |
| Son 40’ | Marcatori | 57’ Fred 79’ Cavani 90+6’ Greenwood |

| Arbitro: | Oliver |

|                            |           |               |
| Sigurðsson 31’ (rig.), 62’ | Marcatori | 27’, 68’ Kane |

| Arbitro: | Coote |

|  |           |                       |
|  | Marcatori | 19’ (aut.) Adarabioyo |

| Arbitro: | Marriner |

|                            |           |  |
| Bale 36’, 61’, 69’ Son 77’ | Marcatori |  |

| Arbitro: | Oliver |

|                                    |           |         |
| Dallas 13’ Bamford 42’ Rodrigo 84’ | Marcatori | 25’ Son |

| Arbitro: | Atkinson |

|                       |           |  |
| Kane 45’ Højbjerg 62’ | Marcatori |  |

| Arbitro: | Pawson |

|             |           |                                 |
| Bergwijn 8’ | Marcatori | 20’ (aut.) Reguilón 39’ Watkins |

| Arbitro: | Taylor (Cheshire) |

|                              |           |                                                |
| Vardy 18’ (rig.), 52’ (rig.) | Marcatori | 41’ Kane 76’ (aut.) Schmeichel 87’, 90+6’ Bale |

### FA Cup
| Arbitro: | Oliver |

|  |           |                                             |
|  | Marcatori | 24’, 30’, 37’ Vinícius 32’ Moura 60’ Devine |

| Arbitro: | Moss |

|               |           |                                          |
| Onyedinma 25’ | Marcatori | 45+2’ Bale 86’ Winks 87’, 90+3’ NDombèlé |

| Arbitro: | Coote |

|                                                                          |           |                                       |
| Calvert-Lewin 36’ Richarlison 38’, 68’ Sigurðsson 43’ (rig.) Bernard 97’ | Marcatori | 3’, 57’ Sánchez 45+3’ Lamela 83’ Kane |

### EFL Cup
| Leyton 22 settembre 2020, ore 18:00 WEST Sedicesimi di finale | Leyton Orient | 0 – 3 (tav.) | Tottenham | Brisbane Road\| Arbitro: \| Ward \| |
| Arbitro:                                                      | Ward          |              |           |                                     |

| Arbitro: | Mason |

|                                 |                      |                                            |
| Lamela 83’                      | Marcatori            | 19’ Werner                                 |
| Dier Lamela Højbjerg Lucas Kane | Tiri di rigore 5 – 4 | Abraham Azpilicueta Jorginho Emerson Mount |

| Arbitro: | England |

|              |           |                              |
| Thompson 53’ | Marcatori | 22’ Bale 70’ Davies 81’ Kane |

| Arbitro: | Dean |

|                     |           |  |
| Sissoko 12’ Son 70’ | Marcatori |  |

| Arbitro: | Tierney |

|             |           |  |
| Laporte 82’ | Marcatori |  |

### UEFA Europa League

#### Fase di qualificazione
| Arbitro: | Osmers |

|            |           |                              |
| Minčev 71’ | Marcatori | 80’ (rig.) Kane 85’ Ndombele |

| Arbitro: | Palabıyık |

|           |           |                            |
| Nafiu 55’ | Marcatori | 5’ Lamela 70’ Son 79’ Kane |

#### Spareggio
| Arbitro: | Buquet |

|                                                                        |           |                                 |
| Kane 2’, 56’ (rig.), 74’ Lucas 21’ Lo Celso 37’, 40’ Alli 90+1’ (rig.) | Marcatori | 17’ Chery 52’ (rig.) Rukavytsya |

#### Fase a gironi
| Arbitro: | Al-Hakim |

|                                      |           |  |
| Lucas 18’ Andrade 27’ (aut.) Son 84’ | Marcatori |  |

| Arbitro: | Mariani |

|              |           |  |
| Refaelov 29’ | Marcatori |  |

| Arbitro: | Jović |

|            |           |                                 |
| Keșerü 50’ | Marcatori | 13’ Kane 32’ Lucas 62’ Lo Celso |

| Arbitro: | Kruashvili |

|                                       |           |  |
| Vinícius 16’, 34’ Winks 63’ Lucas 73’ | Marcatori |  |

| Arbitro: | Raczkowski |

|                                          |           |                                           |
| Michorl 42’ Eggestein 84’ Karamoko 90+3’ | Marcatori | 45+2’ (rig.) Bale 56’ Son 87’ (rig.) Alli |

| Arbitro: | Manzano |

|                           |           |  |
| Vinícius 56’ Lo Celso 71’ | Marcatori |  |

#### Fase a eliminazione diretta
| Arbitro: | Palabıyık |

|                   |           |                                         |
| Liendl 55’ (rig.) | Marcatori | 13’ Son 28’ Bale 34’ Lucas 88’ Vinícius |

| Arbitro: | Jug |

|                                     |           |  |
| Alli 10’ Vinícius 50’, 83’ Bale 73’ | Marcatori |  |

| Arbitro: | Gözübüyük |

|               |           |  |
| Kane 25’, 70’ | Marcatori |  |

| Arbitro: | Massa |

|                      |           |  |
| Oršić 62’, 82’, 106’ | Marcatori |  |

## Statistiche

### Statistiche di squadra
| Competizione   | Punti | In casa | In casa | In casa | In casa | In casa | In casa | In trasferta | In trasferta | In trasferta | In trasferta | In trasferta | In trasferta | Totale | Totale | Totale | Totale | Totale | Totale | DR  |
| Competizione   | Punti | G       | V       | N       | P       | Gf      | Gs      | G            | V            | N            | P            | Gf           | Gs           | G      | V      | N      | P      | Gf     | Gs     | DR  |
| -------------- | ----- | ------- | ------- | ------- | ------- | ------- | ------- | ------------ | ------------ | ------------ | ------------ | ------------ | ------------ | ------ | ------ | ------ | ------ | ------ | ------ | --- |
| Premier League | 62    | 19      | 10      | 3       | 6       | 35      | 20      | 19           | 8            | 5            | 6            | 33           | 25           | 38     | 18     | 8      | 12     | 68     | 45     | +23 |
| FA Cup         | -     | 0       | 0       | 0       | 0       | 0       | 0       | 3            | 2            | 0            | 1            | 13           | 6            | 3      | 2      | 0      | 1      | 13     | 6      | +7  |
| League Cup     | -     | 2       | 1       | 1       | 0       | 3       | 1       | 2            | 2            | 0            | 0            | 6            | 1            | 5      | 3      | 1      | 1      | 9      | 3      | +6  |
| Europa League  | 13    | 7       | 7       | 0       | 0       | 22      | 2       | 7            | 4            | 1            | 2            | 15           | 11           | 14     | 11     | 1      | 2      | 37     | 13     | +24 |
| Totale         | -     | 28      | 18      | 4       | 6       | 60      | 23      | 31           | 16           | 6            | 9            | 67           | 43           | 60     | 34     | 10     | 16     | 127    | 67     | +60 |

### Andamento in campionato
| Giornata  | 1  | 2 | 3 | 4 | 5 | 6 | 7 | 8 | 9 | 10 | 11 | 12 | 13 | 14 | 15 | 16 | 17 | 18 | 19 | 20 | 21 | 22 | 23 | 24 | 25 | 26 | 27 | 28 | 29 | 30 | 31 | 32 | 33 | 34 | 35 | 36 | 37 | 38 |
| --------- | -- | - | - | - | - | - | - | - | - | -- | -- | -- | -- | -- | -- | -- | -- | -- | -- | -- | -- | -- | -- | -- | -- | -- | -- | -- | -- | -- | -- | -- | -- | -- | -- | -- | -- | -- |
| Luogo     | C  | T | C | T | C | T | C | T | C | T  | C  | T  | T  | C  | T  | C  | C  | T  | T  | C  | T  | C  | C  | T  | T  | C  | C  | T  | C  | T  | C  | T  | T  | C  | T  | C  | C  | T  |
| Risultato | P  | V | N | V | N | V | V | V | V | N  | V  | N  | P  | P  | N  | N  | V  | V  | V  | P  | P  | P  | V  | P  | P  | V  | V  | P  | V  | N  | P  | N  | V  | V  | P  | V  | P  | V  |
| Posizione | 15 | 6 | 8 | 6 | 7 | 5 | 3 | 2 | 1 | 1  | 1  | 1  | 2  | 6  | 5  | 7  | 4  | 6  | 5  | 6  | 6  | 8  | 8  | 9  | 9  | 8  | 7  | 8  | 8  | 6  | 7  | 7  | 7  | 6  | 7  | 6  | 7  | 7  |

Legenda:

Luogo: C = Casa; T = Trasferta. Risultato: V = Vittoria; N = Pareggio; P = Sconfitta.

### Statistiche dei giocatori
| Giocatore       | Premier League | Premier League | Premier League | Premier League | FA Cup   | FA Cup | FA Cup      | FA Cup     | EFL Cup  | EFL Cup | EFL Cup     | EFL Cup    | Europa League | Europa League | Europa League | Europa League | Totale   | Totale | Totale      | Totale     |
| Giocatore       | Presenze       | Reti           | Ammonizioni    | Espulsioni     | Presenze | Reti   | Ammonizioni | Espulsioni | Presenze | Reti    | Ammonizioni | Espulsioni | Presenze      | Reti          | Ammonizioni   | Espulsioni    | Presenze | Reti   | Ammonizioni | Espulsioni |
| --------------- | -------------- | -------------- | -------------- | -------------- | -------- | ------ | ----------- | ---------- | -------- | ------- | ----------- | ---------- | ------------- | ------------- | ------------- | ------------- | -------- | ------ | ----------- | ---------- |
| H. Lloris       | 38             | -45            | 0              | 0              | 1        | -5     | 0           | 0          | 4        | -3      | 0           | 0          | 5             | -6            | 0             | 0             | 48       | -59    | 0           | 0          |
| H. Kane         | 35             | 23             | 1              | 0              | 2        | 1      | 1           | 0          | 4        | 1       | 0           | 0          | 8             | 8             | 0             | 0             | 49       | 33     | 2           | 0          |
| J. Rodon        | 12             | 0              | 0              | 0              | 2        | 0      | 0           | 0          | 0        | 0       | 0           | 0          | 0             | 0             | 0             | 0             | 14       | 0      | 0           | 0          |
| J. Clarke       | 0              | 0              | 0              | 0              | 1        | 0      | 0           | 0          | 0        | 0       | 0           | 0          | 2             | 0             | 0             | 0             | 3        | 0      | 0           | 0          |
| C. Vinícius     | 9              | 1              | 2              | 0              | 3        | 3      | 0           | 0          | 1        | 0       | 0           | 0          | 9             | 6             | 0             | 0             | 22       | 10     | 2           | 0          |
| G. Bale         | 20             | 11             | 1              | 0              | 2        | 1      | 0           | 0          | 2        | 1       | 0           | 0          | 10            | 3             | 0             | 0             | 34       | 16     | 1           | 0          |
| G. Fernandes    | 0              | 0              | 0              | 0              | 1        | 0      | 0           | 0          | 1        | 0       | 0           | 0          | 0             | 0             | 0             | 0             | 2        | 0      | 0           | 0          |
| S. Reguilón     | 27             | 0              | 5              | 0              | 1        | 0      | 0           | 0          | 3        | 0       | 2           | 0          | 5             | 0             | 0             | 0             | 36       | 0      | 7           | 0          |
| J. Tanganga     | 6              | 0              | 2              | 0              | 2        | 0      | 0           | 0          | 2        | 0       | 1           | 0          | 3             | 0             | 0             | 0             | 13       | 0      | 3           | 0          |
| S. Aurier       | 19             | 2              | 0              | 0              | 0        | 0      | 0           | 0          | 3        | 0       | 1           | 0          | 5             | 0             | 0             | 0             | 27       | 2      | 1           | 0          |
| J. Hart         | 0              | 0              | 0              | 0              | 2        | -1     | 0           | 0          | 0        | 0       | 0           | 0          | 8             | -7            | 0             | 0             | 10       | -8     | 0           | 0          |
| H. Son          | 37             | 17             | 0              | 0              | 2        | 0      | 0           | 0          | 3        | 1       | 0           | 0          | 9             | 4             | 0             | 0             | 51       | 22     | 0           | 0          |
| M. Doherty      | 17             | 0              | 4              | 1              | 2        | 0      | 0           | 0          | 1        | 0       | 0           | 0          | 9             | 0             | 2             | 0             | 29       | 0      | 6           | 1          |
| T. Ndombele     | 33             | 3              | 3              | 0              | 2        | 2      | 0           | 0          | 2        | 0       | 0           | 0          | 9             | 1             | 0             | 0             | 46       | 6      | 3           | 0          |
| L. Moura        | 30             | 3              | 1              | 0              | 3        | 1      | 0           | 0          | 4        | 0       | 0           | 0          | 13            | 5             | 1             | 0             | 50       | 9      | 2           | 0          |
| S. Bergwijn     | 21             | 1              | 3              | 0              | 1        | 0      | 0           | 0          | 2        | 0       | 0           | 0          | 11            | 0             | 0             | 0             | 35       | 1      | 3           | 0          |
| D. Alli         | 15             | 0              | 0              | 0              | 2        | 0      | 1           | 0          | 2        | 0       | 0           | 0          | 10            | 3             | 2             | 0             | 29       | 3      | 3           | 0          |
| G. Lo Celso     | 16             | 1              | 5              | 0              | 0        | 0      | 0           | 0          | 1        | 0       | 0           | 0          | 11            | 4             | 0             | 0             | 28       | 5      | 5           | 0          |
| M. Sissoko      | 25             | 0              | 3              | 0              | 3        | 0      | 0           | 0          | 4        | 1       | 0           | 0          | 10            | 0             | 1             | 0             | 42       | 1      | 4           | 0          |
| E. Lamela       | 23             | 1              | 6              | 1              | 2        | 1      | 0           | 0          | 2        | 1       | 0           | 0          | 8             | 1             | 1             | 0             | 35       | 4      | 7           | 1          |
| H. Winks        | 15             | 0              | 5              | 0              | 2        | 1      | 1           | 0          | 3        | 0       | 0           | 0          | 10            | 1             | 1             | 0             | 30       | 2      | 7           | 0          |
| P. Højbjerg     | 38             | 2              | 9              | 0              | 2        | 0      | 0           | 0          | 4        | 0       | 0           | 0          | 9             | 0             | 3             | 0             | 53       | 2      | 12          | 0          |
| B. Davies       | 20             | 0              | 1              | 0              | 3        | 0      | 0           | 0          | 2        | 1       | 0           | 0          | 13            | 0             | 1             | 0             | 38       | 1      | 2           | 0          |
| E. Dier         | 28             | 0              | 3              | 0              | 0        | 0      | 0           | 0          | 4        | 0       | 0           | 0          | 7             | 0             | 1             | 0             | 39       | 0      | 4           | 0          |
| D. Sánchez      | 18             | 0              | 1              | 0              | 2        | 2      | 0           | 0          | 2        | 0       | 0           | 0          | 10            | 0             | 2             | 0             | 32       | 2      | 3           | 0          |
| T. Alderweireld | 25             | 1              | 2              | 0              | 3        | 0      | 0           | 0          | 2        | 0       | 0           | 0          | 5             | 0             | 1             | 0             | 35       | 1      | 3           | 0          |
| D. Scarlett     | 1              | 0              | 0              | 0              | 0        | 0      | 0           | 0          | 0        | 0       | 0           | 0          | 2             | 0             | 0             | 0             | 3        | 0      | 0           | 0          |
| A. Whiteman     | 0              | 0              | 0              | 0              | 0        | 0      | 0           | 0          | 0        | 0       | 0           | 0          | 1             | 0             | 0             | 0             | 1        | 0      | 0           | 0          |
| H. White        | 0              | 0              | 0              | 0              | 1        | 0      | 0           | 0          | 0        | 0       | 0           | 0          | 1             | 0             | 0             | 0             | 2        | 0      | 0           | 0          |
| A. Devine       | 0              | 0              | 0              | 0              | 1        | 1      | 0           | 0          | 0        | 0       | 0           | 0          | 0             | 0             | 0             | 0             | 1        | 1      | 0           | 0          |
| M. Lavinier     | 0              | 0              | 0              | 0              | 0        | 0      | 0           | 0          | 0        | 0       | 0           | 0          | 1             | 0             | 0             | 0             | 1        | 0      | 0           | 0          |
| N. John         | 0              | 0              | 0              | 0              | 0        | 0      | 0           | 0          | 0        | 0       | 0           | 0          | 1             | 0             | 0             | 0             | 1        | 0      | 0           | 0          |